# 디야나바드라
디야나바드라(산스크리트어: ध्यानभद्रः, 1289–1363)은 인도의 승려이자 번역가로, 법명은 지공(指空, 산스크리트어: सुन्यादिस्य 순야디시야)이다. 그는 처음에는 원나라에서 수행했으나 후에 고려로 가서 수행하기 시작했다. 그는 밀교에 소속되어 있었다.

## 사료
디야나바드라에 대해 알려진 것들의 대부분은 중국과 한국의 주요 자료 모음에서 나온 것이다. 여기에는 다음이 포함된다:
- 지공 승려(찬요로)의 선필수 기록
- 지공의 여행기(싱로)
- 지공의 무생지계(無生無生戒)(오성결경)

## 생애
이색을 비롯한 한국 문헌에 따르면, 디야나바드라는 서기 1289년 마가다에서 소족장의 셋째 아들로 태어났으며, 8세 때 날란다 대승원에 입학해 대승 불교 스승 비나야바드라의 지도 아래 스리랑카를 비롯한 해외로 여행을 떠났다. 그는 1324년 티베트로 여행을 떠났고 그곳에서 고려에 도착했다. 그는 고려에서 1328년 날란다를 모델로 한 화엄사를 창건했다. 사리탑 비문에 따르면 그는 서기 1366년 원나라에서 사망했으며, 원나라와 고려를 여행하는 동안 집권 몽골에 대한 반란을 선동하는 역할을 한 것으로 추정된다. 그는 또한 원나라의 몽골 통치자들과도 교류했다. 그가 죽은 지 10년 후, 몽골인들이 고려에서 쫓겨난 후 그의 제자들은 그의 유해 위에 사리탑을 세웠다. 디야나바드라에 대해 알고 있는 대부분은 그의 사리탑에 남겨진 시적인 비문에서 비롯된 것이다.
1363년 디야나바드라가 죽은 후 고려의 공민왕이 그의 사리를 국내로 가져와 처음에는 왕궁에, 나중에는 회암사에 안치할 정도로 한국에서 존경을 받았다.

## 같이 보기
- 혜초
- 마라난타
- 왕오천축국전